# Seznam župnij dekanije Tinje
Dvojezična dekanija Tinje je dekanija rimskokatoliške Krške škofije na avstrijskem Južnem Koroškem oz. v  zvezni deželi Koroški ter zajema župnije in vasi na vzhodnem Celovškem polju  in na Radiških Gurah. Dekanija Tinje ima 13 župnij.
Uradna jezika po cerkvenem pravu sta nemščina in delno tudi slovenščina.
Zgodovinsko je področje dekanije, ki sega na jugu do Drave, pripadalo prafari Gospe Svete, kar cerkveno-zgodovinsko ter cerkveno-pravno tudi obrazloži skupno narečno področje osrednje-južnokoroškega narečja oz. »poljanščine Celovškega polja«.
Seznam navaja  župnije, patrocinije, uradni cerkveni ali uradna cerkvena jezika (nemško ali /in slovensko) ter vsa pripadajoča cerkvena poslopja oz. podružnične cerkve. Najprej so navedene uradno dvojezične župnije po cerkvenem pravu, nato samo nemške.

## Župnije s cerkvenimi poslopji
| Kraj                                                 | Patrocinij                     | cerkveni/a jezik/a | cerkveno poslopje                                                                                                 | slika |
| Medgorje, nem. Mieger                                | Sveti Jernej                   | nemško / slovensko | Župnijska cerkev Medgorje                                                                                         |       |
| Podgrad, nem. Rottenstein                            | Sveta Magdalena                | nemško / slovensko | Župnijska cerkev Podgrad                                                                                          |       |
| Radiše, nem. Radsberg                                | Sveti Lambert                  | nemško / slovensko | Župnijska cerkev Radiše                                                                                           |       |
| Tinje, nem. Tainach                                  | Marijino vnebovzetje           | nemško / slovensko | Župnijska cerkev Tinje Podružnična cerkev Vabnja vas, Podružnična cerkev Virnja vas                               |       |
| Grabštanj, nem. Grafenstein                          | Sveti Štefan                   | nemško             | Župnijska cerkev Grabštanj Podružnična cerkev Zagorje                                                             |       |
| Otmanje, nem. Ottmanach                              | Sveta Margareta                | nemško             | Župnijska cerkev Otmanje Podružnična cerkev Štalenska gora                                                        |       |
| Podkrnos, nem. Gurnitz                               | Sveti Martin                   | nemško             | Župnijska cerkev Podkrnos                                                                                         |       |
| Pokrče, nem. Poggersdorf                             | Sveti Jakob                    | nemško / slovensko | Župnijska cerkev Pokrče Podružnična cerkev Dolina, Podružnična cerkev Ličja vas, Podružnična cerkev Bučinja vas   |       |
| Šentlipš pri Rajneku, nem. St. Filippen              | Sveti Filip in Sveti Jakob sin | nemško             | Župnijska cerkev Šentlipš (pri Rajneku) Podružnična cerkev na Krištofovi Gori, Podružnična cerkev Šentpetrov Grad |       |
| Šentpeter pri Grabštanju                             | Sveti Peter in Pavel           | nemško             | Župnijska cerkev Šentpeter pri Grabštanju Podružnična cerkev Jadovce                                              |       |
| Slovenji Šmihel, nem. St. Michael ob der Gurk        | Sveti Mihael                   | nemško             | Župnijska cerkev Slovenji Šmihel Podružnična cerkev Lečja Gora                                                    |       |
| Šenttomaž pri Celovcu, nem. St. Thomas am Zeiselberg | Sveti Tomaž                    | nemško             | Župnijska cerkev Šenttomaž pri Celovcu Podružnična cerkev Šentlovrenc , Podružnična cerkev Šmarjeta, Trdnja vas   |       |
| Timenica, nem. Timenitz                              | sveti Jurij                    | nemško             | Župnijska cerkev Timenica Podružnična cerkev Frajnberk                                                            |       |

## Dekan
- Od leta 2004 naprej je Anton Opetnik, grabštanjski župnik, tudi dekan dekanije Tinje.[11][12]